# Osteochondrose
Osteochondrose (von „Chondrose“) oder Osteochondrosis ist der Überbegriff, unter welchem verschiedene Erkrankungen von Knorpel und Knochen zusammengefasst werden. Der Begriff wird v. a. für arthrotische Prozesse an der Wirbelsäule verwendet (Osteochondrosis intervertebralis). Zudem werden hierunter verschiedene Formen von Knorpel-Knochen-Erkrankungen bei Kindern und Jugendlichen verstanden, z. B. Aseptische Knochennekrose, wie die Osteochondrosis dissecans oder der Morbus Perthes, oder die Adoleszentenkyphose (Morbus Scheuermann).
Osteochondrosen treten auch in der Veterinärmedizin (beispielsweise Ellbogendysplasie bei großen Hunderassen und bei Mastschweinen) auf. Sie folgen dort meist einem polygenen Erbgang mit Umweltinteraktion bei einer Vererbbarkeit (Heritabilität) zwischen 0,25 und 0,45.